# Federazione di rugby a 15 dell'Ucraina
Federacija regbi Ukraїny (in ucraino Федерація регбі України?) è l'organismo di governo del rugby a 15 in Ucraina.